# Nordisk kombination vid olympiska vinterspelen
Nordisk kombination vid olympiska spelen är en tävlingsform i nordisk kombination som ingår i de olympiska vinterspelen, grenen är de facto mixad, vilket låter både kvinnor och män att delta, men ännu har ingen kvinna deltagit. [källa behövs]
Nordisk kombination ingår sedan 1924 i de olympiska vinterspelen. De första tävlingarna innehöll 18 kilometer längdåkning, följt av backhoppning. Vid olympiska vinterspelen 1952 vände man "på steken", och genomförde backhoppningen först. Sedan olympiska vinterspelen 1956 omfattar längdåkningsmomentet 15 kilometer.
Vid olympiska vinterspelen 1988 började Gundersenmetoden användas, och intervallstarten byttes ut mot jaktstart. Lagtävlingen infördes vid olympiska vinterspelen 1988 med 3 x 10 kilometer längdåkning, vilket utökades till 4 x 10 kilometer vid olympiska vinterspelen 1998. Sprinttävlingen med 7,5 kilometer längdåkning infördes vid olympiska vinterspelen 2002.

## Grenar
| Gren                              | 24 | 28 | 32 | 36 | 48 | 52 | 56 | 60 | 64 | 68 | 72 | 76 | 80 | 84 | 88 | 92 | 94 | 98 | 02 | 06 | 10 | 14 | 18 | År |
| --------------------------------- | -- | -- | -- | -- | -- | -- | -- | -- | -- | -- | -- | -- | -- | -- | -- | -- | -- | -- | -- | -- | -- | -- | -- | -- |
| 18/15 km individuellt normalbacke | •  | •  | •  | •  | •  | •  | •  | •  | •  | •  | •  | •  | •  | •  | •  | •  | •  | •  | •  | •  |    |    |    | 20 |
| 10 km individuellt normalbacke    |    |    |    |    |    |    |    |    |    |    |    |    |    |    |    |    |    |    |    |    | •  | •  | •  | 3  |
| Lagtävling                        |    |    |    |    |    |    |    |    |    |    |    |    |    |    | •  | •  | •  | •  | •  | •  | •  | •  | •  | 9  |
| 7,5 km sprint stor backe          |    |    |    |    |    |    |    |    |    |    |    |    |    |    |    |    |    |    | •  | •  |    |    |    | 2  |
| 10 km individuellt stor backe     |    |    |    |    |    |    |    |    |    |    |    |    |    |    |    |    |    |    |    |    | •  | •  | •  | 3  |

## Medaljfördelning
| Pl.    | Nation                 | Guld | Silver | Brons | Totalt |
| ------ | ---------------------- | ---- | ------ | ----- | ------ |
| 1      | Norge                  | 13   | 10     | 8     | 31     |
| 2      | Tyskland               | 5    | 5      | 4     | 14     |
| 3      | Finland                | 4    | 8      | 2     | 14     |
| 4      | Österrike              | 3    | 2      | 10    | 15     |
| 5      | Östtyskland            | 3    | 0      | 4     | 7      |
| 6      | Japan                  | 2    | 3      | 0     | 5      |
| 7      | Frankrike              | 2    | 1      | 1     | 4      |
| 8      | Västtyskland           | 2    | 1      | 0     | 3      |
| 9      | USA                    | 1    | 3      | 0     | 4      |
| 10     | Schweiz                | 1    | 2      | 1     | 4      |
| 11     | Tysklands förenade lag | 1    | 0      | 1     | 2      |
| 12     | Sovjetunionen          | 0    | 1      | 2     | 3      |
| 13     | Sverige                | 0    | 1      | 1     | 2      |
| 14     | Italien                | 0    | 0      | 1     | 1      |
| 14     | Polen                  | 0    | 0      | 1     | 1      |
| 14     | Ryssland               | 0    | 0      | 1     | 1      |
|        |                        |      |        |       |        |
| Totalt | Totalt                 | 37   | 37     | 37    | 111    |